# Kevin Abstract
Клиффорд Ян Симпсон (род. 16 июля 1996 года), более известный под псевдонимом Кевин Эбстрэкт — американский репер, певец и автор песен. Он является основателем хип-хоп-группы Brockhampton. Эбстрэкт также выпустил три сольных альбома: MTV1987 в 2014 году, American Boyfriend: A Suburban Love Story в ноябре 2016 года и альбом Arizona Baby 25 апреля 2019 года.

## Детство и юность
Эбстрэкт родился в городе Корпус-Кристи, штат Техас. Брокхэмптон назван в честь улицы, на которой он вырос. Кевин никогда не видел своего отца и не был близок с матерью. Эбстрэкт увлекся музыкой в 11 лет и сбежал из дома в 15 лет, после чего отправился в Джорджию с сестрой.

## Музыкальная карьера

### MTV1987
В начале 2014 года Эбстрэкт начал работать над своим дебютным альбомом вместе со своим собственным продюсером Ромилом Хемнани. 1 апреля 2014 года был выпущен первый сингл альбома — «Save». Второй сингл «Drugs» вышел 6 мая 2014 года. Через месяц на эту песню был снят клип. Альбом вышел 15 июля 2014 года и был воспринят аудиторией положительно. Об альбоме написали известные музыкальные блоги: Billboard, Complex,Spin.

### «Death of a Supermodel»
15 января 2015 года Эбстрэкт сообщил поклонникам в твиттере о выходе нового альбома, который будет называться «Death of a Supermodel». Однако позже он передумал выпускать альбом. Эбстрэкт заявил, что работает над другим альбомом, «They Shoot Horses», который стал первой частью трилогии «Death of a Supermodel». 23 июня Кевин выпустил клип на песню «Save». В ноябре вышел первый сингл из «They Shoot Horses» — «Echo», а также клип, снятый режиссёром Тайлером Митчеллом.

### «American Boyfriend: A Suburban Love Story and Viceland»
В марте 2016 года Эбстрэкт сопровождал группу The Neighbourhood в недельном туре по Англии, открывая концерты в Портсмуте, Бирмингеме, Манчестере и Лондоне. Финальное шоу этого тура транслировалось в прямом эфире через приложение Periscope, где Кевин впервые намекнул на выход нового альбома, They Shoot Horses, выход которого был назначен на 2016 год. Он также подтвердил, что первый сингл из альбома будет называться «Empty».
В апреле он объявил, что снова отправиться в тур с The Neighbourhood, но на этот раз в США, в мае и июне. На концертах Эбстрэкт исполнил несколько новых песен из нового альбома.
В конце июня Abstract объявил, что он изменил название своего предстоящего альбома на American Boyfriend: A Suburban Love Story и заверил поклонников, что несмотря на смену названия, альбом выйдет позже в этом году.
Эбстрэкт и другие участники группы Brockhampton появились на американском канале Viceland в телесериале American Boyband, премьера которого состоялась 8 июня 2017 года. Этот сериал сопровождал Кевина в его первом туре по Северной Америке, а также освещала жизнь других членов Brockhampton, которые находились дома в Лос-Анджелесе.

### Brockhampton
К концу 2014 года AliveSinceForever распалась. Покинув этот проект, Эбстрэкт и познакомившиеся с ним на фан-форуме Канье Уэста KanyeToThe сформировали музыкальную группу Brockhampton.

## Личная жизнь
Abstract совершил каминг-аут как гей в 2016 году.